# H'Hen Niê
H'Hen Niê (nacida el 15 de mayo de 1992) es una modelo y reina de belleza vietnamita. Después de ganar Miss Universo Vietnam 2017, representó a Vietnam en Miss Universo 2018 y alcanzó el Top 5. Fue la primera participante de Miss Universo de Vietnam en pertenecer a un grupo étnico minoritario.

## Primeros años
H'Hen Niê nació en Cư M’gar, provincia de Đắk Lắk, de padres Y'Krin Êban y H'Ngơn Niê. Proviene de la minoría étnica rade y, como tal, habla el idioma rade, como lengua materna. H'Hen no aprendió vietnamita hasta octavo grado. H'Hen es la tercera mayor de seis hermanos y durante su juventud trabajó en una finca de café para ayudar a su familia. Las costumbres matrilineales de rade significaban que las mujeres de rade tradicionalmente tendían a formar una familia a una edad temprana. Sin embargo, H'Hen decidió romper con esta tradición y continuar sus estudios durante toda la escuela secundaria.
Después de graduarse de la escuela secundaria, H'Hen estudió durante un año en el Colegio Comunitario Étnico Nacional de Nha Trang antes de mudarse a la ciudad de Ho Chi Minh para estudiar finanzas corporativas en la Facultad de Relaciones Económicas Exteriores. Trabajó como empleada doméstica durante un año para pagar sus cuentas mientras estaba en la universidad. Mientras H'Hen trabajaba como pasante en un banco, comenzó a considerar una carrera como modelo. En 2014, poco después de graduarse de la universidad, fue descubierta por Đỗ Mạnh Cường mientras comenzaba su carrera como modelo. En 2015, audicionó para la sexta temporada de Vietnam's Next Top Model.

## Carrera

### Concursos de belleza

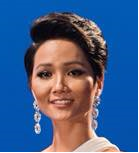
H'Hen como una de las cinco mejores Miss Misses internacionales en 2018.

#### Miss Universo Vietnam 2017
H'Hen compitió y ganó Miss Universo Vietnam 2017. Como persona rade, H'Hen es actualmente la primera y única ganadora del título de Miss Universo Vietnam que pertenece a un grupo étnico minoritario, que no sea de Kinh.

#### Miss Universo 2018
Representó a Vietnam en Miss Universo 2018 en Bangkok, Tailandia. En los meses previos al certamen, el entrenamiento y la preparación de H'Hen se documentaron y transmitieron como una serie de YouTube llamada Road to Miss Universe 2018.
La Organización Miss Universo Vietnam llevó a cabo un concurso para encontrar el traje nacional vietnamita que H'Hen usaría para la presentación de trajes nacionales en el certamen. Seis diseños llegaron a la ronda final. Después de una votación a nivel nacional, se seleccionaron los tres mejores diseños: Bánh Mì (inspirado en el bocadillo típico vietnamita bánh mì), Phố cổ (inspirado en la antigua ciudad de Hội An) y Ngũ hổ (inspirado en la pintura clásica de Hàng Trống y la ópera vietnamita). Al final, Bánh Mì fue seleccionado para ser el traje nacional de Vietnam en Miss Universo 2018.
En la final celebrada en el Impact Arena el 17 de diciembre en Bangkok, H'Hen terminó como finalista del Top 5. En la entrevista del Top 5, H'Hen recibió una pregunta sobre si el movimiento #MeToo había ido demasiado lejos, a lo que ella respondió:

Para mí no ha ido demasiado lejos. Porque proteger el bienestar de las personas contra el abuso sexual, proteger a las mujeres, es un derecho precioso. Todos necesitamos protección, nuestras vidas necesitan libertad además de protección.

### Después de Miss Universo
La carrera de modelo de H'Hen despegó después de ganar Miss Universo Vietnam 2017. Se convirtió en embajadora de varias marcas y apareció en múltiples portadas de revistas y artículos editoriales. Participó en muchos desfiles de moda en Vietnam y en el extranjero.

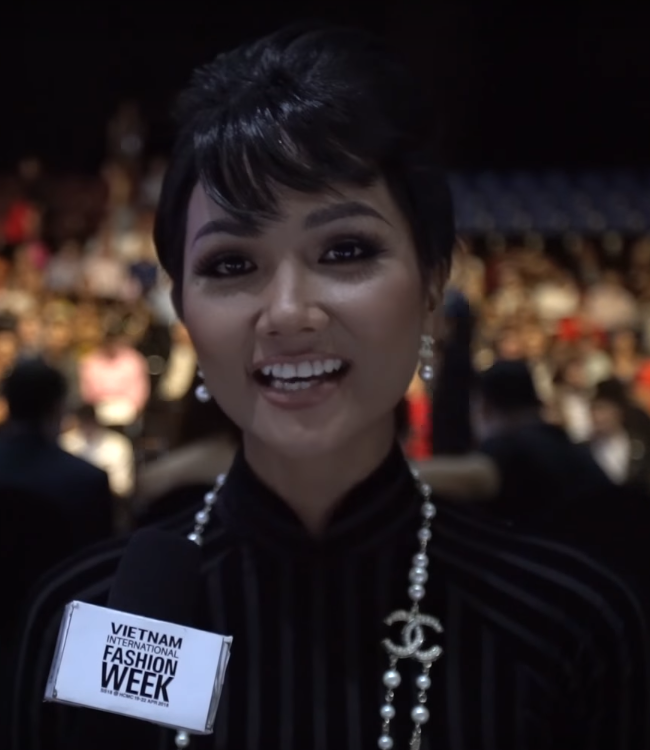
H'Hen en la Semana Internacional de la Moda de Vietnam 2018

En julio de 2019, se unió a Lệ Hằng, representante de Vietnam en Miss Universo 2016, para competir en la sexta temporada de The Amazing Race Vietnam como el Equipo Amarillo. El equipo ganó la carrera y recibió un premio en efectivo de 300 millones de VND (aproximadamente 13.000 dólares). Se comprometieron a utilizar el premio para obras de caridad. Fue la presentadora de I Am Miss Universe Vietnam 2019, que se estrenó en octubre de 2019, pero lo abandonó por problemas de salud.

## Filantropía
H'Hen cree que los esfuerzos de la educación son clave para salir de la pobreza. Inicialmente se comprometió a donar el 70 % de sus premios si ganaba Miss Universo Vietnam. En cambio, donó todo el dinero del premio, valorado en 10.000 dólares, para proporcionar becas a estudiantes de sus antiguas escuelas. Como Miss Universo Vietnam, H'Hen se manifestó en apoyo a los desafortunados, los ancianos y las víctimas del VIH/sida. Se convirtió en embajadora mundial de Room to Read en 2018, una organización sin fines de lucro que se centra en proporcionar recursos para programas de alfabetización y educación de niñas. Como embajadora mundial, ha recaudado aproximadamente 20.000 dólares para un proyecto para construir una nueva biblioteca en Lâm Đồng y ofrecer becas a niñas de Asia y África para que puedan completar la educación secundaria y desarrollar habilidades clave para la vida. La biblioteca se inauguró en octubre de 2018 y alberga más de 3500 títulos para uso de los estudiantes de la escuela primaria Bao Thuan y de la comunidad local. Recibió el premio «Estrella para la comunidad» en la gala Estrella del año 2018 por su labor benéfica en Vietnam.
En febrero de 2019, habló ante 12.000 estudiantes en una conferencia organizada por la Fundación Francis Padua Papica en Naga, Camarines Sur, Filipinas, donde compartió sus historias y afirmó su postura sobre creer en uno mismo para superar los desafíos.
Un mes después, H'Hen inició un proyecto que proporcionaría agua potable y alumbrado público a la gente de su aldea. Con la esperanza de completar el proyecto antes de que termine su reinado como Miss Universo Vietnam a finales de 2019.

## Filmografía

### Television
| Año  | Título                          | Rol        | Cadena  | Notas                         |
| ---- | ------------------------------- | ---------- | ------- | ----------------------------- |
| 2015 | Vietnam's Next Top Model        | Ella misma | VTV     | Concursante de la temporada 6 |
| 2017 | I Am Miss Universe Vietnam 2017 | Ella misma | VTV     | Candidata                     |
| 2018 | Road to Miss Universe 2018      | Ella misma | YouTube |                               |
| 2019 | Road to Miss Universe 2019      | Ella misma | YouTube | Aparición especial            |
| 2019 | The Amazing Race Vietnam        | Ella misma | VTV     | Concursante de la temporada 6 |
| 2019 | I Am Miss Universe Vietnam 2019 | Ella misma | VTV     | Presentadora                  |
| 2023 | Chị Đẹp Đạp Gió Rẽ Sóng         | Ella misma | VTV     | Concursante                   |